# 拉阿瓦
拉阿瓦，是西班牙埃斯特雷马杜拉巴达霍斯省的一个市镇。总面积87平方公里，2001年普查人口總數為1449人，人口密度為每平方公里17人。